# Jamie Paterson
Jamie Charles Stuart Paterson (Coventry, 20 dicembre 1991) è un calciatore inglese, attaccante del Coventry City.

## Caratteristiche tecniche
Partito agli esordi come punta, col tempo ha trovato la sua collocazione migliore come esterno offensivo, prevalentemente a sinistra e anche come trequartista

## Carriera
Nel settembre 2015 viene ceduto in prestito all'Huddersfield Town.